# NGC 2960
NGC 2960 في الفهرس العام الجديد، هي مجرة، تقع في كوكبة الشجاع. اكتشفت في 4 مارس 1826 بواسطة جون هيرشل.

## روابط خارجية
- NGC 2960 على موقع ويكي سكاي: DSS2, SDSS, GALEX, IRAS, Hydrogen α, X-Ray, Astrophoto, Sky Map, Articles and images